# Oghamsteine im University College Cork
Die 27 Oghamsteine im University College Cork (UCC) bilden die größte Sammlung von Oghamsteinen in Irland. Mit Ausnahme eines Steines aus dem County Waterford stammen alle aus dem County Cork. Sie befindet sich im überdachten UCC’s Stone Corridor am Nord- und Westflügel des Universitätsgebäudes.

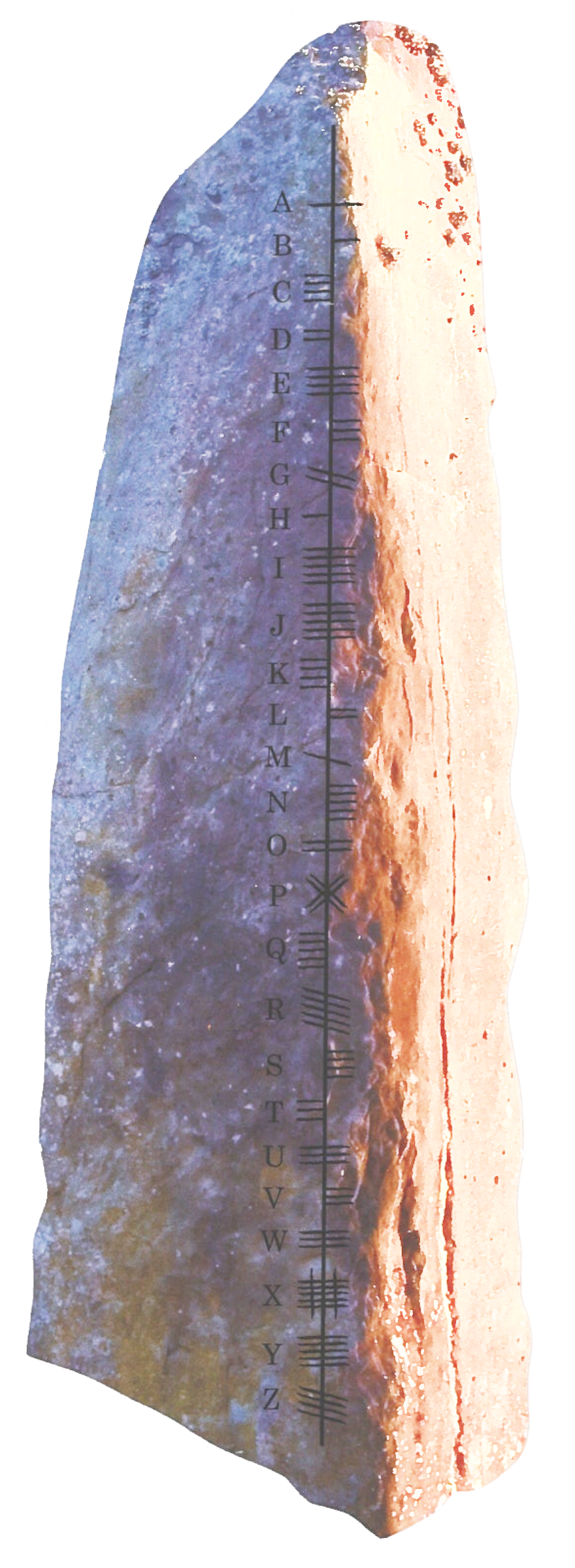
Oghamstein im UCC

Die Sammlung enthält auch einen Mahlstein, eine Kreuzplatte aus dem frühen Mittelalter und einen etwa drei bis viertausend Jahre alten Schalenstein. Die Steine wurden zumeist in den letzten Jahrzehnten des 19. Jahrhunderts erworben und waren von 1807 bis 1861 in der Royal Cork Institution untergebracht. Nach ihrer Auflösung wurden die Steine dem damaligen Queen’s College Cork (heute: University College Cork) übertragen.